# 超導超大型加速器
超導超大型加速器（Superconducting Super Collider，簡稱）是一座夭折的环形粒子加速器。这一加速器於1987年在美國德克萨斯州开工，计划周長為87.1公里（54.1英里）（其面积相當於日本東京23區），隧道位於地下70公尺，使用一萬個超導電磁鐵，能将质子加速至20TeV，产生總能量為40TeV的質子束對撞，以期觀測到理論預期的希格斯玻色子（這是由粒子物理學標準模型所預言，于2013年由另一加速器CERN实验证实）。計劃主持人為美國德州大學與哈佛大學的物理學家罗伊·施韦特斯。
该项目最初预计耗资44亿美元，1993年，预算已经追加至110亿美元。因为经费问题，该项目在1993年被美国国会终止，虽然该项目已经花费20亿美元，并且挖掘了14英里长的地下隧道。

## 計劃源起
這個系統的名字最早出现在1983年12月美國國家參考設計研究中，其中包括了對於這個20 TeV對撞能量的設備、有關技術以及經費來源的可行性評估。經過了在1980年代中期美國能源部的積極評估，有关方面於1987年開始選擇建設地點，期間有20個以上的州積極爭取。到了1988年11月，終於決定選在美國德州Waxahachie近郊，並於1991年開始興建。该地的有利條件包含位於達拉斯國際機場附近、當地的地質結構適合等，德州政府甚至出資達10億美金。截至1993年底以前總共建立了有17座豎井，以及長達22.5公里的隧道。

## 計劃中止
在設計與第一階段的建造期間，便逐漸開始有不少人士對於這個預期高達82.5億美金的建設計劃提出爭議。尤其對這筆相當於美國太空總署NASA興建國際太空站（MKC）的經費，不斷有相當的批評。異議者認為美國沒有足夠的經費，以同時负担這兩個計劃。
這個計劃於1993年被美國國會取消。这包含了許多的原因，但真正的主因仍有爭議。這些因素包括了預算的大量增加、沒有得到其他國家如日本等的合作資助、能源部官員與物理學家的內部管理上對立、以及1990年至1991年兩德統一和蘇聯瓦解之後冷戰結束，美國不再需要證明自己在科學上的優越地位等。還有人认为同樣的花費，可以为更多中小型的實驗提供经费，从而有相當的科學成就。同時美國國會希望能夠減少預算，而當時身為美國民主黨的德州州長安·理查兹（Ann Richards）與美國總統柯林頓，也不願意支持這個由美國共和黨前州長與前總統雷根與布什所發起支持的計劃。還有其他如超導磁鐵的生產困難等種種原因，造成了計劃的中止。
超導超大型加速器計劃的取消，使所在地附近南部達拉斯機場的擴張陷入停滞，並造成了周边地区（特別是達拉斯）的輕微經濟衰退。計劃中止前，在大量設施的建設上的花費已接近20億美金。

## 其他相關

### 美國
- ISABELLE是1980年代中止的質子對撞機計劃

- 费米国立加速器实验室，已经于LHC開始運作後中止。

### 歐洲
- 位於CERN的大型強子對撞機（LHC），於2008年9月開始運作

### 德國
- 德国电子加速器

## 外部連結
- SSC website

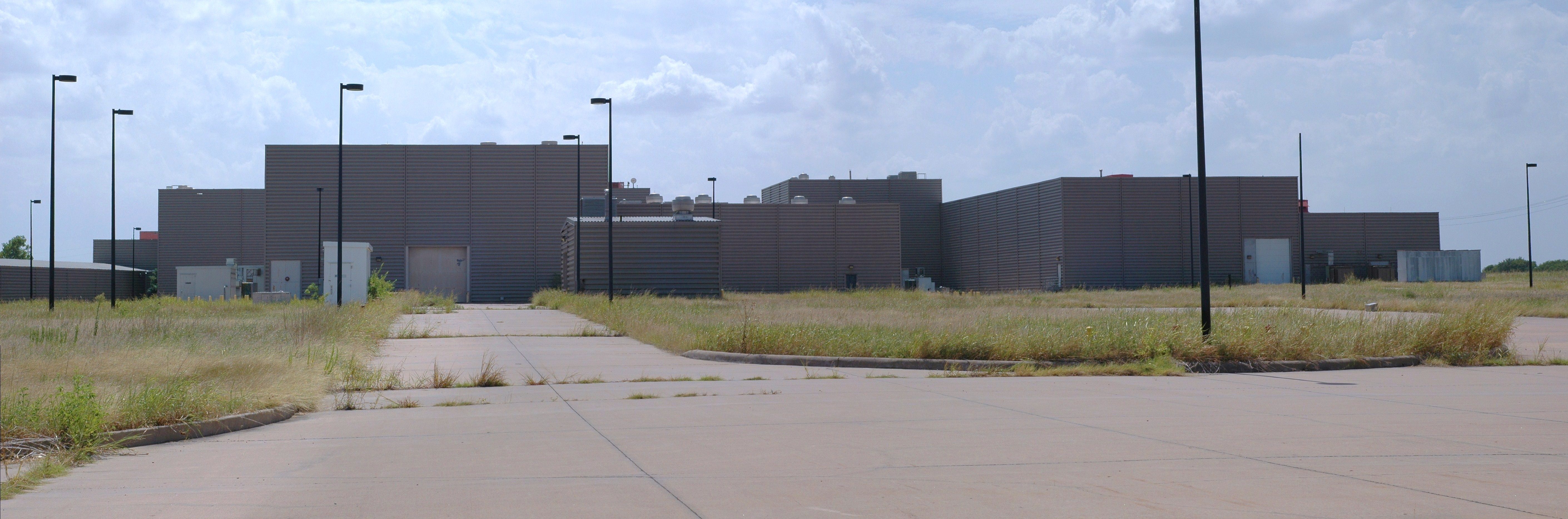
2008年拍攝SSC全景外觀。

- Super Boondoggle Time To Pull The Plug On The Superconducting Super Collider （页面存档备份，存于） (Cato Institute)
- （日本綜合研究所大學期刊 2003年3号）